# 시베리아 원주민

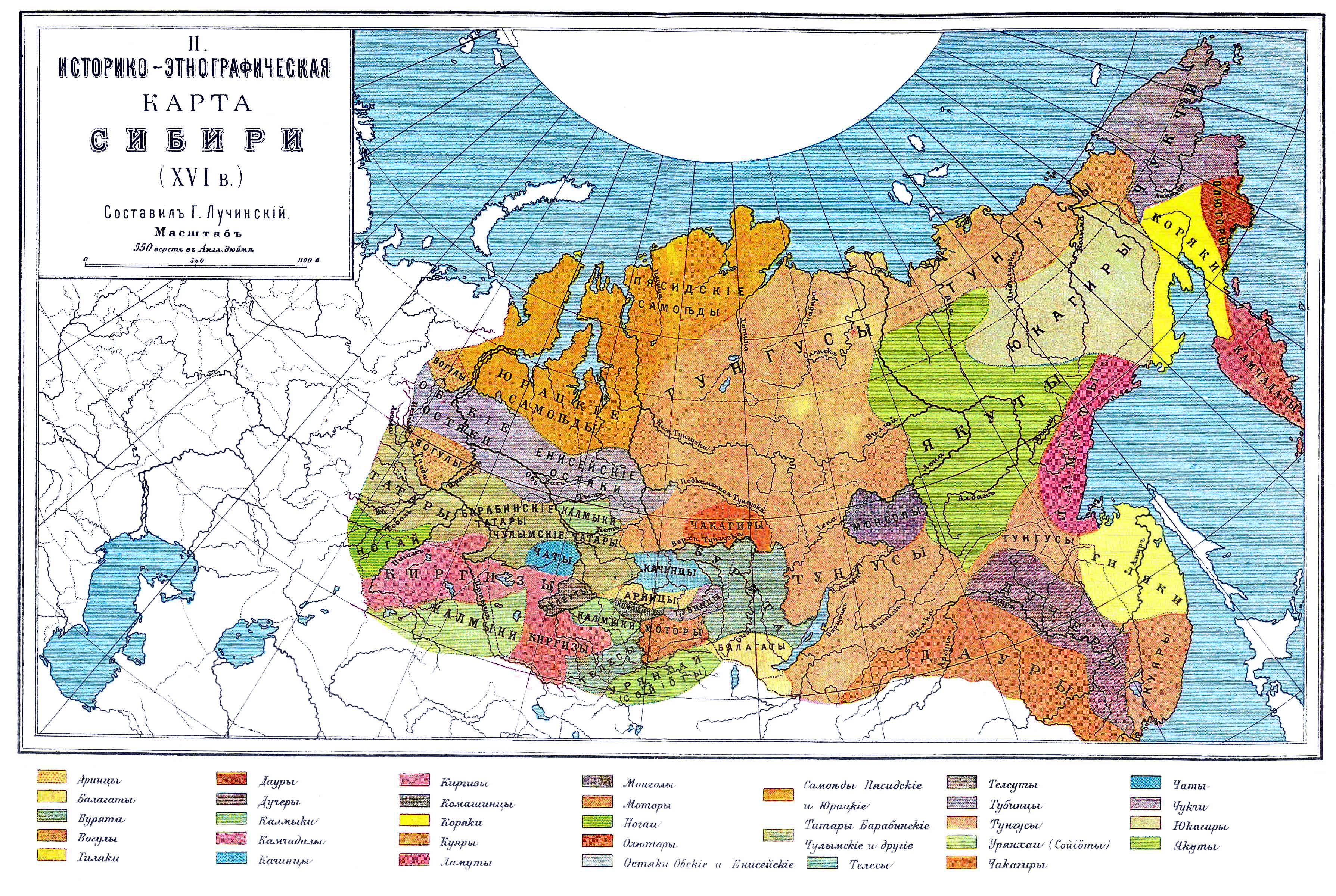
러시아 제국 시대인 1900년도 전후에 만들어진 16세기 시베리아의 민족지학 지도

시베리아 원주민은 아시아 대륙 북부의 광대한 지역이자 러시아의 아시아측 영토에 해당하는 시베리아의 다양한 토착 민족들을 말한다. 16~19세기 동안 일어난 러시아의 시베리아 정복과 소련 시대(1917~1991년) 동안의 추가적 인구 이동의 결과로 현대 시베리아 인구는 러시아인(시베랴키)과 다른 슬라브계 민족이 통계적으로 주류 민족이 되어 있다. 그러나 여전히 여러 원주민 집단은 존속하고 있으며, 그 인구도 천천히 증가하여 오늘날 전체 시베리아 인구(약 160~180만 명)의 약 5%를 차지한다. 이들 중 일부는 아메리카 원주민과 유전적으로 밀접한 관련이 있는 것으로 보여 인류학자들의 탐구 대상이 되었다.

## 같이 보기
- 시베리아의 역사
- 원주민
  - 아메리카 원주민
- 러시아의 민족